# Třída Okba
Třída Okba (či třída PR-72M) je třída hlídkových lodí (popř. dělových člunů) marockého královského námořnictva. Třídu tvoří dvě jednotky pojmenované Okba (302) a Triki (303). Oba postavené čluny jsou stále v aktivní službě.

## Stavba
Stavba dvojice dělových člunů byla Marokem objednána u francouzské loděnice Societe Francaise de Constructions Navales (SFCN). Na základě typové řady PR-72 pak byla postavena ještě hlídková loď Njambuur (PR-72MS) pro Senegal a šestice korvet třídy Velarde (PR-72P) pro Peru. Čluny byly postaveny loděnicí SFCN ve Villeneuve-la-Garonne v letech 1975–1977.
Jednotky třídy Okba:
| Jméno       | Spuštění na vodu | Dokončení         | Status  |
| ----------- | ---------------- | ----------------- | ------- |
| Okba (302)  | 10. října 1975   | 16. prosince 1976 | aktivní |
| Triki (303) | 2. února 1976    | 12. července 1977 | aktivní |

## Konstrukce
Plavidla jsou vybavena navigačním radarem DECCA. Hlavňovou výzbroj tvoří jeden 76mm kanón OTO Melara Compact v dělové věži na přídi, který doplňuje jeden 40mm kanón Bofors a dva 12,7mm kulomety. Pohonný systém tvoří čtyři diesely SACM AGO 195V16 o celkovém výkonu 11 000 hp, které pohánějí dva lodní šrouby. Nejvyšší rychlost dosahuje 28 uzlů.